# Guillaume d'Andlau
Pour les articles homonymes, voir Andlau (homonymie).
Guillaume d'Andlau, est le propriétaire de la ruine du château d'Andlau et le président de l'Association pour les châteaux forts d'Alsace. Il est le directeur du Centre européen du résistant déporté depuis 2019.

## Biographie

### Famille
Il est un descendant de la famille d'Andlau, une famille très ancienne de la noblesse alsacienne.

### Formation
Il a été auditeur de l'Institut des hautes études d'aménagement du territoire (IHEDATE).

### Carrière
Guillaume d'Andlau commence sa carrière professionnelle au Programme des Nations unies pour le développement (PNUD) au Laos. Il se porte volontaire  pour partir au Rwanda lors du génocide de 1994. Il est envoyé comme volontaire de la Croix-Rouge française à Goma au Zaïre, aujourd'hui république démocratique du Congo. Il reste à la Croix-Rouge française comme responsable de programme puis directeur exécutif des opérations internationales jusqu'à la fin des années 1990. Il est  nommé directeur du Conseil économique et social d'Alsace en 1999.
Il travaille comme responsable du mécénat de Crédit agricole SA, puis comme « communicant » pour la même banque en 2012. 
De 2019 à fin 2023, Guillaume d'Andlau exerce les fonctions de directeur du Centre européen du résistant déporté. Il succède à l'historienne Frédérique Neau-Dufour,.

### Politique
En 2016, Guillaume d'Andlau se présente, sans succès, à l'élection législative partielle comme candidat non inscrit dans la première circonscription du Bas-Rhin. Il obtient près de 6 % des voix. Lors de l'élection législative de 2017, il tente d'obtenir l'investiture d'En marche mais échoue et ne se présente pas.

### Engagement associatif
En 2000, il crée l'Association des amis du château d'Andlau, château en ruine dont sa famille a la propriété depuis le XIIIe siècle. L'association a pour objectif d'assurer la conservation et l'entretien du château. Il devient propriétaire du château en 2004. Guillaume d'Andlau invite diverses personnalités du monde de la culture au château, dont le plasticien Frank Morzuch, pour mettre en valeur le château.
En 2010, il crée la Fondation Passions Alsace qu’il préside pendant 7 ans. Il est aujourd’hui le président d’honneur.
En 2013, il crée l'Association pour les châteaux forts d'Alsace qu'il préside jusqu'à l'été 2023. Il en est le président d'honneur. L'association est lauréate en 2024 et du prix du patrimoine culturel décerné par l'association Europa Nostra.

## Distinctions
- Chevalier de la Légion d'honneur[11]
- Officier de l'ordre national du Mérite[12]
- Officier de l'ordre des Arts et des Lettres[13]
- Prix Patrimoine 2017 pour Le chemin des châteaux forts d'Alsace[14]
- Prix patrimoine de la Fondation Stéphane Bern pour l’Histoire et le Patrimoine[15],[16]
- Prix Europea Nostra[10]

## Publications

### Ouvrages
- Les fêtes retrouvées, collection Les Livres du Patrimoine, Éditions Casterman, 1997
- Carnavals en France, Hier et aujourd’hui, collection Fleur’Art, Éditions Fleurus, 1996
- Vivre la Nation, collection Forum, Gallimard, 2000
- L'Action humanitaire, Que sais-je ?, 1998
- Le château d'Andlau hier et aujourd'hui (Dir.), Le Verger Éditeur, 2015
- Le Haut-Andlau, un château, deux tours, sept siècles d'histoire, (Dir) Association des amis du château d'Andlau, 2016
- Les châteaux forts autour du mont Sainte-Odile, La couronne de pierre des Ducs d'Alsace (Dir.), I.D. L'édition, 2019
- Le KL Natzweiler-Struthof, un camp de concentration en Alsace Annexée, préface de Johann Chapoutot, I.D. L'édition, 2023

### Articles
- Les plébiscites de 1851 et 1852 dans l’est de la France. Dans Le prince, le peuple et le droit les plébiscites de 1851 et 1852,  direction Frédéric Bluche, Léviathan, PUF, 2000
- Quelle lumière pour nos monuments ?, Saisons d’Alsace n° 49,  septembre 2011
- Passants te souviens-tu de nous ?, Saisons d’Alsace n° 88, mai 2021